# Augsburg-Göggingen
Göggingen ist ein Stadtteil im Süden von Augsburg. Er umfasst die vier Stadtbezirke 37 Göggingen–Nordwest, 38 Göggingen–Nordost, 39 Göggingen-Ost und 40 Göggingen–Süd. Gemeinsam bilden sie den XIV. Planungsraum von Augsburg, haben eine Fläche von rund 9,03 km² und etwa 22.000 Einwohner. Im Süden von Göggingen liegen die Einöden Radau und Radaumühle, Richtung Leitershofen die Schafweidsiedlung.

## Geographie
Die alte Gemeinde Göggingen, an Wertach und Singold gelegen, erstreckt sich südlich von Pfersee und dem Antonsviertel. Hier war sie schon im 19. Jahrhundert weitgehend mit der Stadt zusammengewachsen. Im Osten wird Göggingen von Hochfeld und Universitätsviertel begrenzt, im Süden grenzt es an Inningen, südwestlich an Bergheim und im Westen an die Stadt Stadtbergen und deren Ortsteil Leitershofen.

## Geschichte

Das Stadtwappen der früheren Stadt Göggingen

Schon in der Bronze- und Hallstattzeit war das Gebiet über dem Wertachufer am Rand der Hochterrasse besiedelt, ebenso finden sich Siedlungs- und Grabfunde aus der Römerzeit vom 1. bis zum 4. Jahrhundert. Vielleicht verlief hier die Wasserleitung zur Versorgung der Hauptstadt Augusta Vindelicorum, sicher nachgewiesen ist auf dem Gebiet der Gemeinde die Trasse einer Römerstraße. Die Allgäustraße von Augsburg nach Kempten und weiter nach Bregenz sowie über die Alpen zum Comer See verlief auf fast 4 km durch die Gemarkung, entsprechend dem heutigen Römerweg und der Gögginger Straße; ein Meilenstein hat sich allerdings erst auf Inninger Gebiet knapp südlich der Gemeindegrenze gefunden. Nach dem Ende der römerzeitlichen Besiedlung wurde das Gebiet von den Alamannen besiedelt. Der Ort „Geginga“ wird zum ersten Mal im Jahre 969 in einer Urkunde des Hl. Ulrich von Augsburg erwähnt.

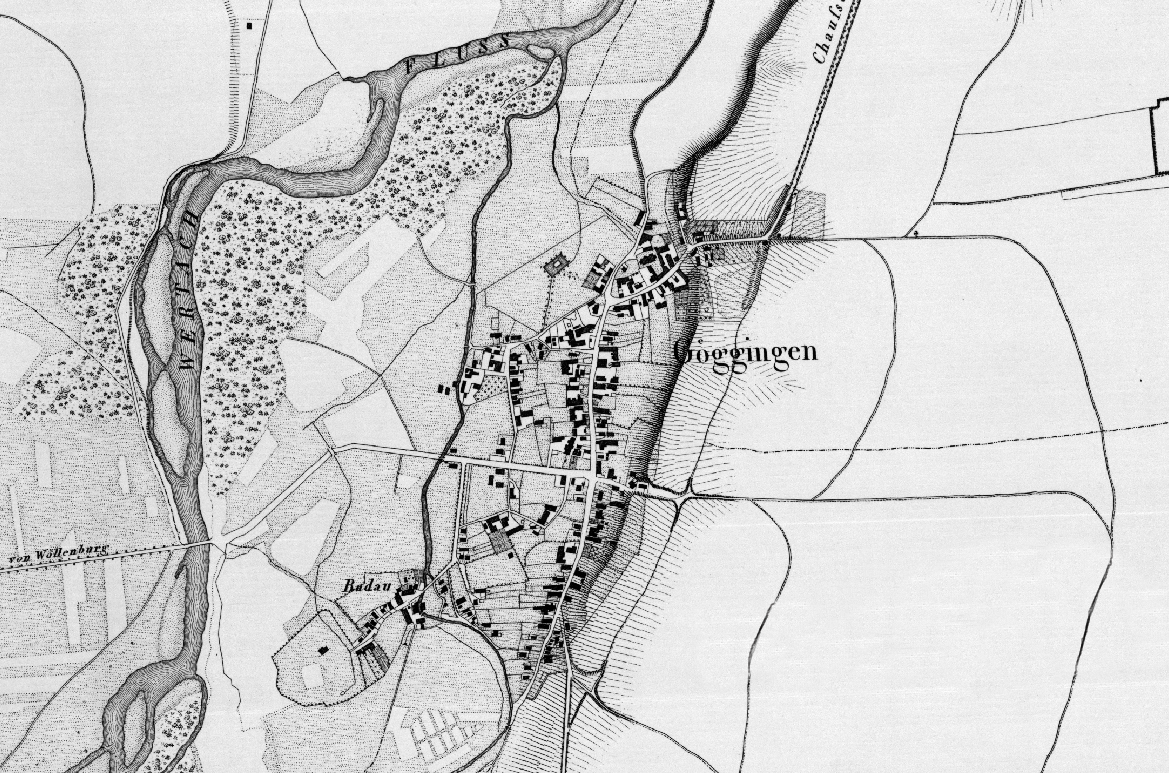
Karte von Göggingen im Jahre 1839

Von 1804 bis 1862 befand sich in Göggingen der Sitz von Landgericht und Bezirksamt. Durch die orthopädischen Heilanstalten des Friedrich Hessing wurde der Augsburger Vorort als Kurort überregional bekannt, die Zwirnerei und Nähfadenfabrik Göggingen (heute Amann-Group) war der größte Arbeitgeber bis in die 1970er Jahre. 1911 ging das Gaswerk Göggingen in Betrieb. 1954 übernahm Göggingen die Patenschaft für die aufgrund der Beneš-Dekrete 1945 entrechteten, enteigneten und aus ihrer angestammten Heimat vertriebenen Bewohner der Stadt und des Kreises Neudek im Sudetenland. Mit dem Zustrom vertriebener Sudetendeutschen und der wirtschaftlichen Entwicklung wuchs Göggingen auf 16.000 Einwohner an. 1969 wurde die Marktgemeinde Göggingen zur Stadt erhoben, aber bereits am 1. Juli 1972 im Rahmen der großen bayerischen Gebietsreform zusammen mit den Nachbarorten Haunstetten, Inningen und Bergheim nach Augsburg eingemeindet.

## Kultur und Sehenswürdigkeiten

### Bauwerke

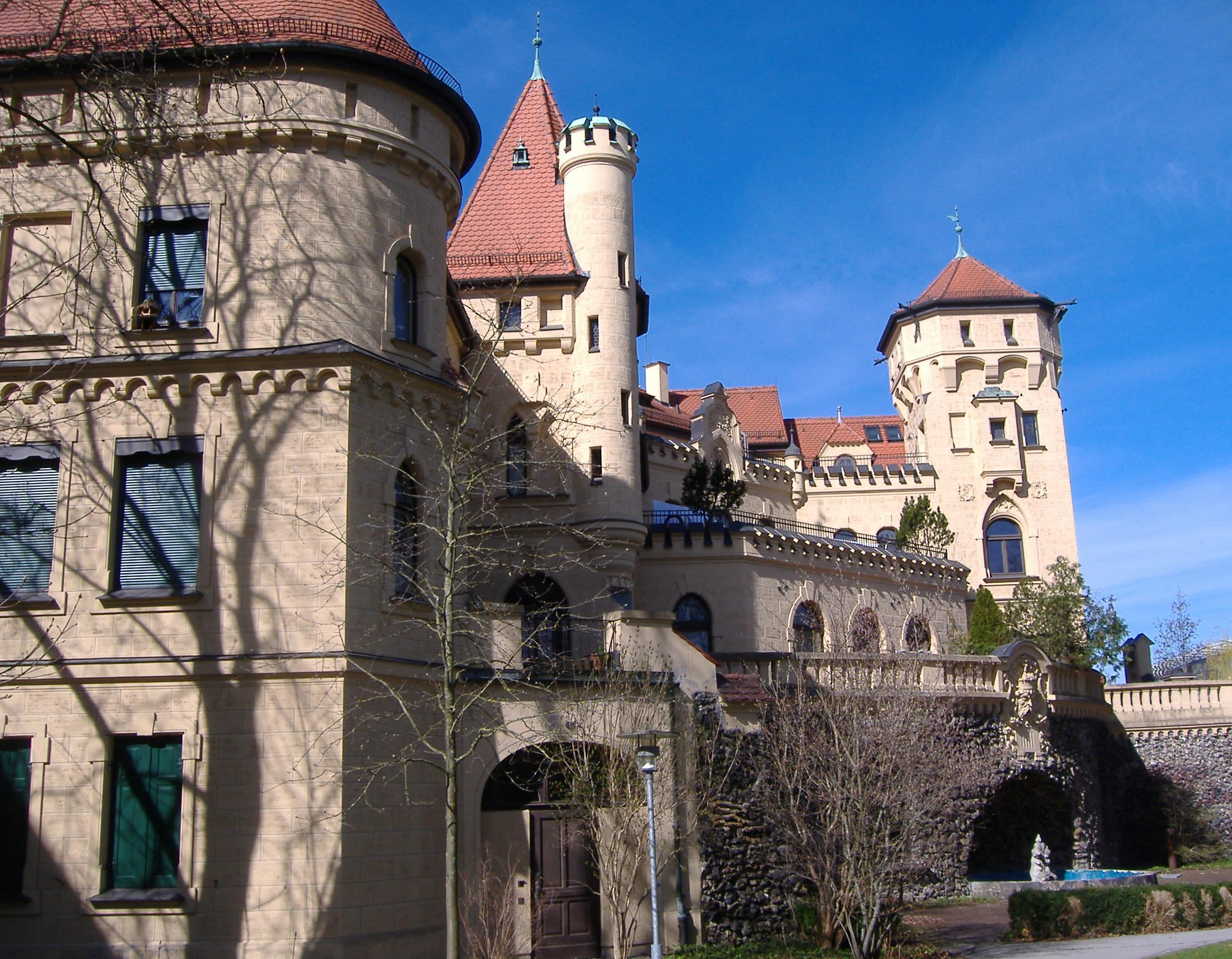
Hessingburg innerhalb des Areals der Hessing-Klinik

- Kurhaus Göggingen mit Kurpark und Parktheater
- Kath. Pfarrkirche St. Georg und Michael (Göggingen)
- Fabrikgebäude der Firma Ackermann in der Fabrikstraße (Drehort der Vorabendserie Samt und Seide)
- Arbeiterkolonie
- Römerturm mit Nachbildung des Augsburger Quadranten
- Hessing-Klinik mit mehreren Gebäuden (u. a. Hessingburg) und einem Förderzentrum für Kinder
- Dr.-Maidl-Villa, eines der ältesten Gebäude Göggingens, in der Wolfgang Amadeus Mozart mehrmals Gast gewesen sein soll.[6]

### Grünflächen und Naherholung

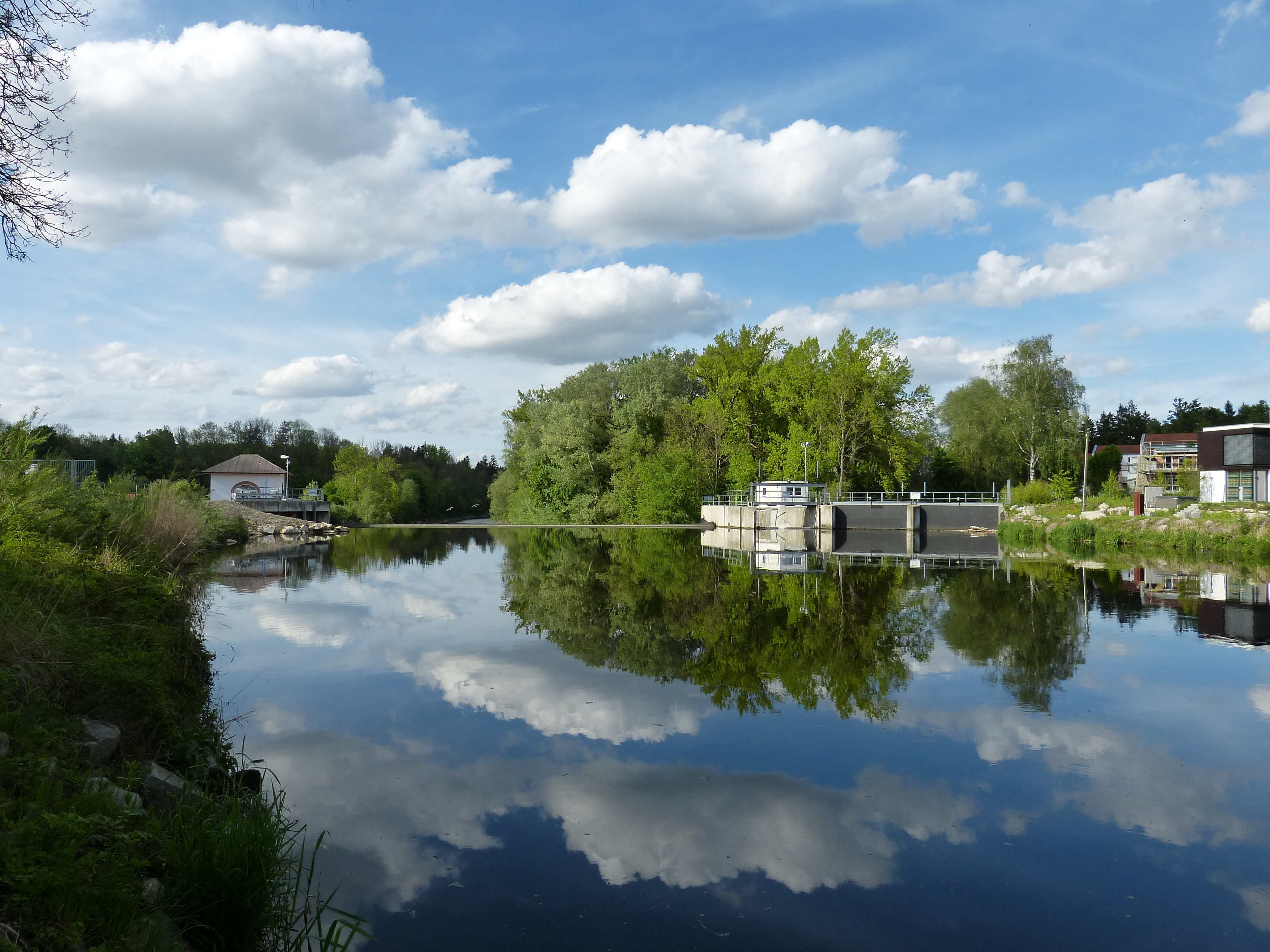
Die Wertach am Ackermannwehr, das Gögginger Wäldle spiegelt sich im Wasser

Augsburg-Göggingen hat Anteil an der Wertach und der Singold. Das „Gögginger Wäldle“ ist Teil des Landschaftsschutzgebiets Gögginger Wäldchen. Der Friedhof Göggingen wird auch als Park genutzt.

### Sport
Der TSV Göggingen wurde 1875 gegründet und erreichte vor allem im Handball und in der Leichtathletik größere Erfolge, besitzt daneben aber auch Abteilungen für Fußball, Gymnastik, Tischtennis, Turnen und Volleyball. Die ebenfalls in Göggingen ansässige Skater Union Augsburg war Gründungsmitglied der Bundesliga im Inline-Skaterhockey im Jahr 1996 und konnte sich dort bis 2001 halten.

## Wirtschaft und Infrastruktur

### Unternehmen
- AMANN Nähgarne, ehemals Ackermann-Göggingen und dessen Vorgänger Zwirnerei- und Nähfadenfabrik Göggingen (ZNFG)
- Bürgerliches Brauhaus Augsburg-Göggingen, ehemalige Brauerei
- Fayencemanufaktur Göggingen, ehemalige Manufaktur für Fayencen und Majoliken
- Richard Hörl, Uhrenfabrik
- Hosokawa Alpine, Maschinenbauunternehmen
- Renk, Maschinenbauunternehmen

### Öffentliche Einrichtungen
- Kinderstube St. Johannes e. V.
- Gögginger Kinderarche
- Unibärchen
- Purzelbaum (TVA)
- Städtischer Kindertagesstätte Fabrikstraße
- Städtischer Kindertagesstätte Josef-Felder-Straße
- Katholischer Kindergarten St. Anna
- Kindertagesstätte der Evang.-Luth. Kirchengemeinde Dreifaltigkeitskirche
- AWO „Rumpelstilzchen“
- Hessing Kindergarten
- Villa Kunterbunt PLUS

### Bildung
- Grundschule Göggingen-West „Parkschule“
- Friedrich-Ebert-Grundschule Göggingen-Ost
- Friedrich-Ebert-Hauptschule mit Mittlere-Reife-Zug
- Gymnasium und Realschule Maria Stern
- Ulrichschule Augsburg, Sonderpädagogisches Förderzentrum - Außenstelle, (Gebäude der ehemaligen Schubertschule)

### Kirchen und Religionsgemeinschaften

#### Evangelische Kirchen
- Dreifaltigkeitskirche
- St. Johannes/Hessingkirche (Simultankirche)

#### Katholische Kirchen
- St. Georg und Michael
- St. Johannes Baptist
- Zum Heiligsten Erlöser
- Mutterhauskirche der Barmherzigen Schwestern
- St. Johannes/Hessingkirche (Simultankirche)

#### Islamische Gemeinden
- Gülbaba Moschee

### Verkehr
Durch Göggingen verlaufen als Oberbürgermeister-Müller-Ring die Bundesstraßen 17 und 300. Im Osten liegt der Bahnhof Augsburg Messe mit Anschluss an die Bahnstrecke Augsburg-Buchloe. Der Stadtteil wird durch den Öffentlichen Nahverkehr mit den Buslinien 35, 41 und 42 und der Straßenbahnlinie 1 erschlossen, die über den Königsplatz nach Lechhausen verläuft.

## Persönlichkeiten

### Söhne und Töchter des Ortes
- Friedrich Thoma (1873-nach 1934), Jurist, Reichstags- und Landtagsabgeordneter
- Gusso Reuss (1885–1962), Chemiker, Glasurforscher und Keramiker
- Franz Xaver Unterseher (1888–1954), Zeichner, Maler und Medailleur
- Franz Hummel (1896 – 1974), Kunstmaler
- Josef Schmid (1901–1956), Generalleutnant der Luftwaffe im Zweiten Weltkrieg
- Hermann Ludwig Schmid (1908–1956), Mathematiker, Hochschullehrer
- Anton Bezler (1909–1944), Turner
- Josef Egger (1913–1984), Maler- und Lackierermeister und Politiker
- Anton Michael Mayer (1936–2010), Fußballer
- Roy Black (1943–1991), Schlagerstar
- Albert Schmid (1943–2014), Politiker, Mitglied des Bayerischen Landtages
- Fritz Bäuml (1945–2005), Fußballer
- Marina Dietz (* 1947), Journalistin, Hörspielautorin und Regisseurin
- Uta Schorn (* 1947), Schauspielerin
- Axel Wirth (1951–2025), Jurist
- Markus Keller (* 1989), Eishockeyspieler bei den Augsburger Panthern

### Weitere Persönlichkeiten, die mit dem Ort in Verbindung stehen
- Eitelhans Langenmantel (1480? – 1528), ein Mitglied der Augsburger Täufergemeinde, hielt sich einige Zeit auf der Flucht vor den Häschern des Schwäbischen Bundes in Göggingen auf.
- Laux Lang († 1528), Müller in Göggingen und Anhänger der Täuferbegung
- Friedrich Hessing (1838–1918), Orthopädie-Pionier, gründete in Göggingen eine orthopädische Heilanstalt
- Michael Kurz (1876–1957), Architekt, lebte ab 1907 in Göggingen
- Edgar Graf von Seyssel d´Aix (19.2.1868 in München - 19.3.1939 in Göggingen), lebte ab 1920 in Göggingen, Klausenberg 20 (Seyssel´sches Schlößchen)